# Tornby Klitplantage
Tornby Klitplantage er beliggende ca. fire kilometer syd for Hirtshals hvor plantagens bevoksningsgrænse mod Jammerbugten følger en 15 – 25 meter havskrænt som er gennembrudt af talrige dybt nedskårne ådale.
Plantagen dækker et areal på ca. 548 ha og er en typisk sandflugtsplantage som blev anlagt for statsmidler i årene 1910 – 1930.
De første beplantninger i plantagen bestod af bjergfyr som hovedtræart.
I den salte, skarpe blæst udviklede bjergfyren sig dårligt og er i de senere år påbegyndt forynget med sitkagran, som ofte indfinder sig spontant i den døende bjergfyrskov. 
Nogle meget smukke, højproduktive bevoksninger af sitkagran, stammende fra plantningernes første år, har bevist denne træarts eminente overlegenhed på stedet.
Området grænser op til Natura 2000-område nr. 6 Kærsgård Strand, Vandplasken og Liver Å

## Vandreture
Fra nummererede parkeringspladser udgår afmærkede vandreture på mellem to og seks kilometer.

## Ekstern henvisning og kilde
- Tornby Klitplantage Hirtshals, Skov- og Naturstyrelsen, folder nr. 54 Arkiveret 9. december 2018 hos  Wayback Machine

- Wikimedia Commons har flere filer relateret til Tornby Klitplantage

57°31′58.18″N 9°54′50.87″Ø / 57.5328278°N 9.9141306°Ø